# Eirenis medus
Espèce
Synonymes
- Contia meda Chernov, 1940
- Ablabes fasciatus Jan, 1863

Statut de conservation UICN

 LC  : Préoccupation mineure
Eirenis medus est une espèce de serpents de la famille des Colubridae.

## Répartition
Cette espèce se rencontre dans le nord de l'Iran et dans le sud du Turkménistan.

## Publication originale
- Chernov, 1940 in Terentyeu & Chernov, 1940 : Opredelitel Presmykayushchikhsya i Zemmovodnykh. Moscow